# 珊瑚寄生螺亞科
珊瑚寄生螺亞科（學名：Pediculariinae），过去学界曾认为该亚科是一个完整的科，因此曾将之称为珊瑚寄生螺科，是腹足纲海兔螺科下的一个亚科，是一种能以寄生或捕食作为营养方式的海螺。

## 分類學
Simone (2004)最早採用「珊瑚寄生螺科」（Pediculariidae）這個名稱，用以包含數個本來屬於海兔螺科的属。透過比較其物種的螺殼、齒舌及生物形態學，都表明這些屬在支序親緣方面與本科比較親近，而不是Lamellariidae、愛神螺科、猎女神螺科、甚或海兔螺科本身。然而，無論是「珊瑚寄生螺科的存在是否合理」抑或「珊瑚寄生螺科在寶螺總科的位置」均有爭議。

### 2005年分類
根據2005年《布歇特和洛克羅伊的腹足類分類》，珊瑚寄生螺科被重新划定为海兔螺科五個亚科之一，下有兩個族：
- 珊瑚寄生螺亞科 Pediculariinae Gray, 1853
  - 畸贝族 Cypraediini Schilder, 1927
  - 珊瑚寄生螺族 Pediculariini Gray, 1853

### 2007年分類
Fehse (2007)基於將齒舌、螺殼及動物軟體部分的生物形態學等形態學方面的研究，再加上對這些物種的16S 核糖体RNA基因的分子支序分類學的研究結果，將本亞科提升至科級獨立於海兔螺科，仍屬於寶螺總科之下。

### 2017年分類
珊瑚寄生螺科再度合併入海兔螺科，成為其亞科。

### 屬
現時本亞科兩個族包括下列各個屬
：
- 畸贝族 Cypraediini Schilder, 1927
  - † 畸贝属 Cypraedia Swainson（英语：William Swainson）, 1840
  - † Eucypraedia Schilder（英语：Franz Alfred Schilder）, 1939
  - Jenneria（英语：Jenneria） Jousseaume（英语：Félix Pierre Jousseaume）, 1884
  - 擬畸贝属（英语：Pseudocypraea） Pseudocypraea（英语：Pseudocypraea） Schilder, 1925
- 珊瑚寄生螺族  Pediculariini Gray, 1853
  - † Cypraeopsis Schilder, 1936
  - Lunovula（英语：Lunovula） Rosenberg, 1990
  - 珊瑚寄生螺屬 Pedicularia Swainson, 1840
  - Pedicypraedia（英语：Pedicypraedia） Lorenz, 2009
- 未有屬於任何一個族（只有化石種）
  - † Cypropterina de Gregorio, 1880
  - † Lozouetina Dolin & Dockery, 2018
  - † Olianatrivia Dolin, Biosca-Munts & Parcerisa, 2013
  - † Transovula de Gregorio, 1880

## 描述
本亞科的物種與其他梭螺科物種在形態學上有一個很根本的差異，在於這些物種的齒舌的第一及第二邊齒：梭螺科其他物種的第一及第二邊齒對稱，但珊瑚寄生螺亞科物種（例如：拟宝贝）的卻是不對稱。

## 食性
如同其他海兔螺科成員，本亞科的海螺以石珊瑚目及水螅纲的物種等固着生物為食。

## 延伸閱讀
- Lorenz, F.; Fehse D. . Hackenheim: ConchBooks. 2009: 650 pp.